# وزارت امور کهنه‌سربازان ایالات متحده آمریکا
وزارت امور کهنه‌سربازان ایالات متحده آمریکا (به انگلیسی: United States Department of Veterans Affairs) یکی از ادارات دولت فدرال ایالات متحده آمریکاست که معادل یک وزارتخانه در نظام‌های سیاسی دیگر کشورها می‌باشد.
اداره کل بهداشت سربازان بازنشسته زیر نظر این وزارتخانه اداره می‌شود.
وزیر امور کهنه‌سریازان ایالات متحده آمریکا (به انگلیسی:United States Secretary of Veterans Affairs) رئیس اداره امور کهنه‌سربازان ایالات متحده آمریکاست. این مقام در نظام سیاسی حکومت فدرال این کشور معادل وزیر در دیگر کشورهاست. این اداره (معادل یک وزارتخانه در کشورهای دیگر) عضوی از هیئت دولت فدرال ایالات متحده آمریکا و مسئول مدیریت خدمات مزایای خاص، سلامتی-درمانی، یادواره‌ها و قبرستانهای مربوط به بازنشستگان، معلولین جنگی و کشته‌های افراد نظامی این کشور است. دبیر این اداره عضوی از هیئت دولت این کشور می‌باشد. تا به حال تمامی دبیران منتصب در این اداره از افراد دارای پیشینه نظامی بوده‌اند، هرچند به صورت نظری و عرفی این امر الزامی نیست اما عملاً این‌گونه است.
هرگاه این منصب خالی بماند تا زمانی‌که نامزد مورد انتخاب رئیس‌جمهور این کشور توسط مجلس سنا تأیید گردد، معاون دبیر امور کهنه‌سربازان این کشور یا هر فرد دیگری که توسط رئیس‌جمهور ایالات متحده آمریکا انتخاب گردد می‌تواند به عنوان دبیر موقت، ریاست این اداره را به‌دست گیرد.